# 27537 Dianaweintraub
27537 Dianaweintraub è un asteroide della fascia principale. Scoperto nel 2000, presenta un'orbita caratterizzata da un semiasse maggiore pari a 3,0866684 au e da un'eccentricità di 0,1854246, inclinata di 16,07323° rispetto all'eclittica.